# Bulbophyllum napellii
Bulbophyllum napellii es una especie de orquídea epifita  originaria de  	 Brasil. Es el único miembro de la sección ''Napellii. 

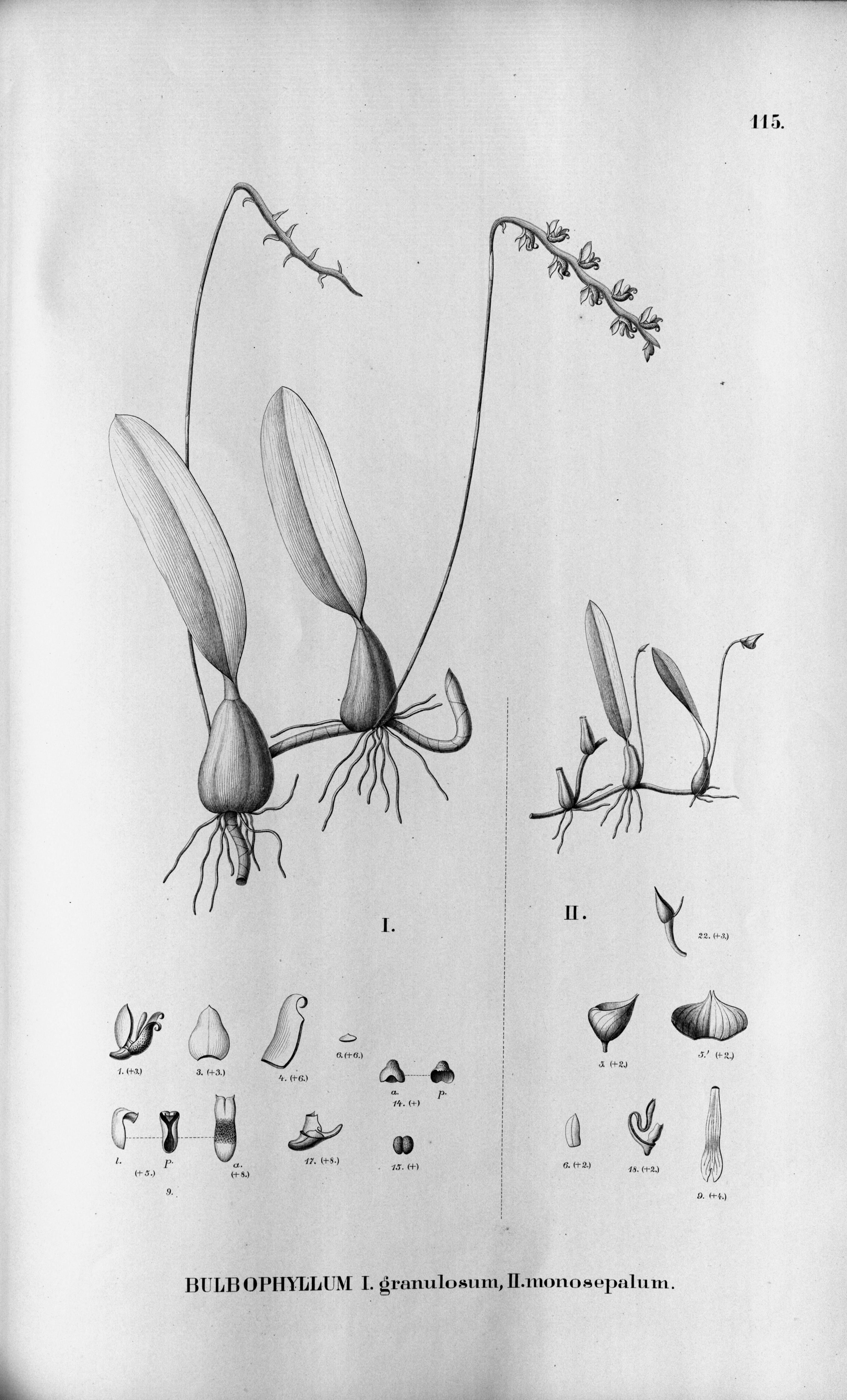
Ilustración

## Descripción
Es una orquídea de pequeño tamaño, con hábitos epifita con una separación de 10 cm entre cada pseudobulbo cónico y alargado, los pseudobulbos de color verde que llevan una única hoja, lineal, obtusa, conduplicada abajo en la base. Florece en el verano en una inflorescencia basal, de 10 cm  de largo, con una sola flor.

## Distribución y hábitat
Se encuentra  en el bosque atlántico costero, en la zona sureste de Brasil donde sopla el viento, en las selvas tropicales montanas de niebla en los árboles cubiertos de musgo raquíticos en elevaciones de 300 a 1.400 metros.   

## Taxonomía
Bulbophyllum napellii fue descrita por John Lindley y publicado en Annals and Magazine of Natural History 10: 185. 1842.
Etimología
Bulbophyllum: nombre genérico que se refiere a la forma de las hojas que es bulbosa.
napellii: epíteto latino que se refiere a la similitud de sus flores con Aconitum napellus.
Sinonimia
- Bulbophyllum balaeniceps Rchb.f.
- Bulbophyllum monosepalum Barb.Rodr.
- Bulbophyllum napelloides Kraenzl.
- Phyllorchis napelli (Lindl.) Kuntze
- Phyllorkis napelli (Lindl.) Kuntze[3][4]